# Guillemot à lunettes
Cepphus carbo
Espèce
Statut de conservation UICN

 LC  : Préoccupation mineure
Le Guillemot à lunettes (Cepphus carbo) est une espèce d'oiseaux marins appartenant à la famille des alcidés. Il niche sur les rivages, les îles et les falaises rocheuses du Pacifique nord ouest: du nord de la mer d'Okhotsk et sur les Îles Kouriles en Russie jusqu'à Hokkaido, au nord du Japon.